# Musei
Musei (sardiska: Musei) är en ort och kommun i provinsen Sydsardinien på Sardinien. Kommunen hade 1 529 invånare (2017). Musei gränsar till kommunerna Domusnovas, Iglesias, Siliqua och Villamassargia